# Линейные корабли типа «Шарнхорст»
Линкоры типа «Шарнхорст» — тип линейных кораблей (нем. "Schlachtschiff", в литературе также встречается определение «линейные крейсера» нем. "Schlachtkreuzer"), состоявший на вооружении Кригсмарине в годы Второй мировой войны и последние предвоенные годы. В некоторых источниках упоминаются как тип «Гнейзенау», так как «Гнейзенау» был заложен и введён в строй раньше «Шарнхорста». Одни из наиболее известных кораблей Второй мировой войны, принимали участие в боевых действиях в Атлантике на торговых коммуникациях Британии, операции «Везерубюнг» (вторжении в Норвегию в 1940), операции «Цербер» (прорыве германских кораблей из французского Бреста в Вильгельмсхафен). «Гнейзенау» вскоре после операции получил попадание авиабомбой, был тяжело поврежден и до конца войны в строй не вошёл. «Шарнхорст» погиб 26 декабря 1943 в Бою у Нордкапа.

## История создания, строительство, модернизации
После окончания Первой мировой войны и подписания Версальского договора 1919 года Германия была сильно ограничена в вопросах строительства новых кораблей для военно-морского флота. Данный договор запрещал Германии строить боевые корабли водоизмещением свыше 10 000 английских («длинных») тонн. В середине 1920-х гг. Германия смогла приступить к замене старых броненосцев «Braunschweig», «Hannover» и «Elsass», возраст которых превысил 20-летний. В результате конструкторских изысканий, направленных на достижение компромисса между различными боевыми качествами кораблей в рамках отведенных Версальским соглашением 10 000 тонн водоизмещения, появился проект броненосцев (нем. "Panzerschiff") типа «Дойчланд». Три корабля этого типа, оснащенные дизельной энергетической установкой, обеспечившей кораблям значительно большую, чем у кораблей с паротурбинной ЭУ, дальность плавания, вошли в состав Рейхсмарине (ВМС Германии периода Веймарской республики) и позже — Кригсмарине в период с 1933 по 1936 годы.
В начале 1930-х, после закладки третьего корабля серии «Дойчланд», появились сведения о новых французских линкорах типа «Дюнкерк» с более высокой скоростью и мощным вооружением из восьми 330-мм орудий. Главнокомандующий германским флотом адмирал Эрих Редер сделал попытку увеличить водоизмещение 4-го и 5-го кораблей до 15 000 — 18 000 т и добавить на них третью башню главного калибра с целью парировать новую угрозу. Были составлены несколько вариантов нового линейного корабля. Всего рассматривалось три базовых проекта: 18 000-тонный, 22 000-тонный (оба с 283-мм орудиями) и 26 000-тонный с 330-мм орудиями, стоимость которых составляла 120, 150 и 180 млн марок соответственно. Выбор был сделан в пользу 280-мм калибра, но орудия при том же калибре были другой модели, нежели на предшествующем типе «Дойчланд». Энергетическая установка была паротурбинной, вместо дизельной на «Дойчландах». В конце концов, стандартное водоизмещение кораблей возросло до 31 500 тонн.
Броненосные корабли «D — Ersatz Elsass» (замена броненосца «Эльзас») и «Е — Ersatz Hessen» (замена броненосца «Гессен») были заложены на военной верфи Вильгельмсхафена и на верфи фирмы «Дойче Верке» в Киле 14 февраля 1934 года. 5 июля постройку приостановили в связи с принятым решением строить линейные крейсера значительно больших размеров. Перезакладка состоялась соответственно 15 июня и 6 мая 1935 года. «Шарнхорст» был спущен на воду 3 октября, а «Гнейзенау» — 8 декабря 1936 года. Вошли в строй корабли 7 января 1939 года и 21 мая 1938 года соответственно.
Плавания «Гнейзенау» в штормовую погоду показали, что высота борта в носовой части недостаточна. В результате при плановом ремонте носовую часть переделали, увеличив развал шпангоутов, наклон и подъём кверху форштевня. Дальнейшая практика плаваний выявила недостатки энергетической установки, в частности, трубок котлов, ряд проблем в турбинах. Дальнейшие улучшения по ходу службы предусматривали установку авиационного оборудования, радаров, добавление зенитного вооружения.
После повреждения «Гнейзенау» от британской авиабомбы в начале 1942 года были начаты работы по возможному перевооружению корабля с 9 283-мм орудий на 6 380-мм в трёх двухорудийных башнях (данный вариант вооружения рассматривался ещё в 1935 году), однако планы не были претворены в жизнь.

## Конструкция

### Корпус

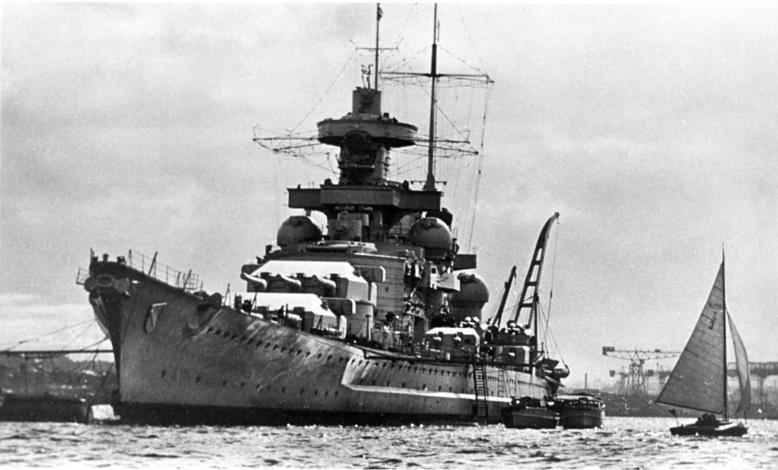
«Шарнхорст» в 1939. Хорошо виден главный броневой пояс, образующий выступ по левому борту корабля

Корпус линейных кораблей типа «Шарнхорст» — гладкопалубный с продольным набором. Лёгкие сплавы использовались ограниченно: на них пришлось всего 103,5 т, или 0,66 % массы корпуса без вертикальной брони и башен.

### Вооружение

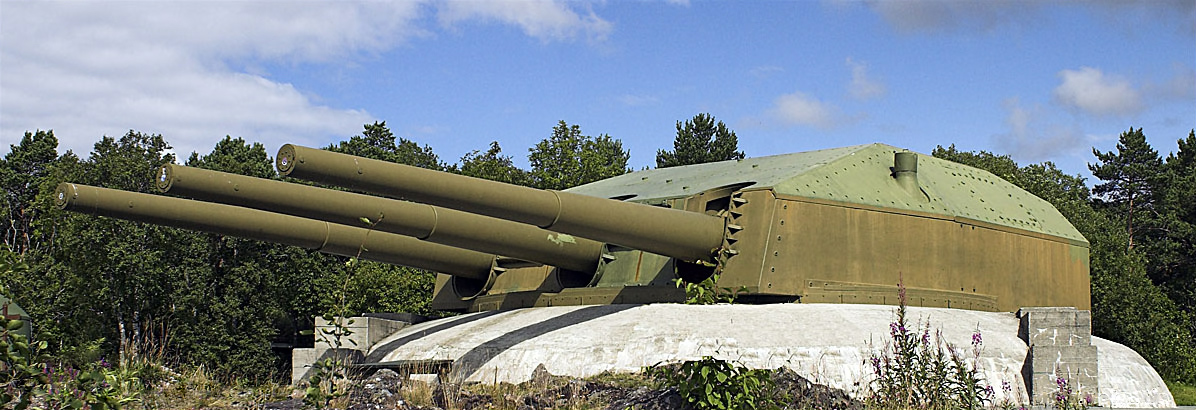
Башня «C» («Цезарь») линкора «Гнейзенау» в качестве береговой батареи в Норвегии

Орудия главного калибра модели С/34 имели калибр 283 мм (28 cm) и представляли собой улучшенную версию устанавливавшихся на типе «Deutschland». Отличием была большая масса снарядов (бронебойный — 330 кг, фугасный — 315 кг, добавочный вес в новом бронебойном снаряде пошёл на колпачок и аэродинамический наконечник), возросшая дальность стрельбы (свыше 40 км), но конструкция самих башен осталась прежней, усилено лишь их бронирование. Для изначально планировавшихся к строительству 4-го и 5-го «карманных» линкоров имелись одинарные щитовые установки 150-мм орудий. Их решили установить на новых линкорах. Они оказались не слишком удачным дополнением к двухорудийным башням (хотя все орудия относились к одной модели С/28). Зенитное вооружение было весьма мощным: спаренные установки 105-мм/65 и 37-мм/83 орудий (стабилизированы в трёх плоскостях). Управление огнём осуществлялось тремя постами главного и среднего калибра и четырьмя — зенитной артиллерии.
Баллистические качества 283-мм немецких орудий делали их эффективными против нового французского линкора «Дюнкерк» (пояс 225 + 16-мм подложка, барбеты 310 мм + 15 + 15, носовой траверз 210 мм) на нормальных боевых дистанциях.

### Броневая и противоторпедная защита
Германские адмиралы собирались воевать в Северном море, где по условиям видимости более вероятны были средние дистанции боя. Поэтому применённая ими схема бронирования имела явный приоритет вертикальной защиты над горизонтальной. При этом защита распределялась по большей площади, чем было принято в других странах. При проектировании схемы бронирования немецкими кораблестроителями использовалась концепция вероятности поражения. Суммарный вес бронирования составлял 14 245 т (44 % водоизмещения)

#### Вертикальная защита
Главный броневой пояс был внешним, в средней части пояс был вертикальным, в районе башен повторял обводы корпуса и имел небольшой наклон наружу.
Пояс шёл от носовой до кормовой башен главного калибра. Главный пояс был высотой 4,5 м, толщина его составляла 350 мм, к нижней кромке снижаясь до 170 мм. Над главным находился верхний пояс с толщиной в 45 мм, доходивший до верхней палубы. Так же корабли имели броневые траверзные переборки на концах цитадели, а ещё одну защищавшую с кормы отделение рулевых машин.

#### Горизонтальное бронирование
Палубное бронирование было представлено 50-мм верхней и 80-мм (95-мм над погребами) главной броневыми палубами со 105-мм скосами из стали Wh, не доходившими до нижней кромки пояса; в районе КО имелся 80-мм гласис. Верхняя бронепалуба отстояла от нижней на 5,1 м, а между ними проходила батарейная палуба из обычной корабельной стали.

#### Защита артиллерии
Башни главного калибра были также основательно забронированы: лоб 360 мм, крыша до 180 мм, необычайно толстыми — 350 мм — были задние стены башен (для лучшей балансировки). Бронирование барбетов было дифференцированным — от 350 мм по бортам до 200 мм в диаметральной плоскости. Артиллерия главного калибра оказалась наиболее защищенной частью этих линкоров, на неё пошло 2710 т брони.

#### Рубки и посты управления
Носовая рубка была двухъярусной и в плане имела форму овала со срезанной передней стенкой. Стенки рубки изготавливались из пяти плит КС толщиной 350 мм. Крыша имела сложную форму под размещение перископов и визиров управления огнём. Толщина крыши 200 мм. Пол имел толщину 70 мм. Коммуникационная труба диаметром 1 м имела стенки толщиной 220 мм. Кормовая боевая рубка была защищена несколько хуже.

#### Конструктивная подводная защита
Противоторпедная защита имела глубину на середине осадки у миделя 4,5 м, у башен «А», «B» и «C» — соответственно 2,58, 3,35 и 3,74 м. Она отделялась от жизненно важных частей корабля 45-мм переборкой. В средней части корпуса ПТЗ выдерживала взрыв 250-кг заряда, но к концам цитадели, где корпус сужался, её эффективность падала до 200 кг тротилового эквивалента.

#### Остойчивость
Противоторпедную защиту дополняло хорошее деление на водонепроницаемые отсеки.

### Энергетическая установка
В отличие от предшественников — броненосных кораблей типа «Дойчланд», оснащенных дизельной ЭУ, новые линкоры получили более традиционную паротурбинную, но на паре высоких параметров. Состав силовой установки включал в себя двенадцать трёхколлекторных котлов с перегревателем и экономайзером типа Бауэр-Вагнер (давление 58 атмосфер, температура 450°С) и три турбозубчатых агрегата фирмы «Brown-Boveri» на «Шарнхорсте» и фирмы «Deschimag» на «Гнейзенау». Дальность плавания оказалась ниже проектных 8200 (19) миль.
Шесть турбогенераторов имели мощность по 460 кВт, два — по 430, два дизельных — по 300 кВт, а ещё два, подключенных к отдельной аварийной электросети, — по 150 кВт, общая мощность 4520 кВт, включая 900 кВт резервных с дизельным приводом.

## Служба и гибель

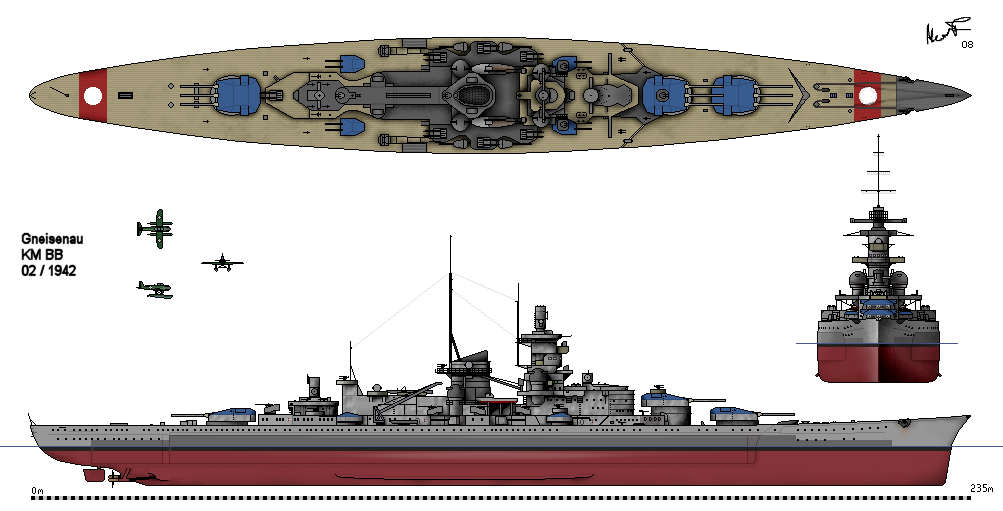
Внешний вид линкора «Гнейзенау» по состоянию на февраль 1942

Линейные корабли типа «Шарнхорст» принимали активное участие в боевых действиях Второй мировой войны. В начальный период войны корабли совершали выходы в море для отвлечения части сил британского Флота Метрополии от поиска рейдеров — «карманных линкоров» (броненосных кораблей типа «Дойчланд»), для нанесения ударов по британским патрульным судам между Исландией и Фарерскими островами (одна из таких операций завершилась потоплением вспомогательного крейсера «Равалпинди»), в апреле 1940 прикрывали высадку германских войск в Норвегии (оп.), в ходе выполнения задания 9 апреля имели перестрелку с британским линейным крейсером «Ринаун». В ходе дальнейших операций в норвежских водах «Шарнхорст» и «Гнейзенау» 8 июня 1940 года артиллерийским огнём потопили авианосец «Глориес», однако эсминец эскорта «Акаста» добился попадания торпеды в кормовую часть «Шарнхорста», в результате чего корабль вынужден был встать на ремонт. В декабре 1940 — марте 1941 оба линкора участвовали в операции «Берлин» — атаке британского торгового судоходства в Атлантике. За время операции они потопили и захватили 22 судна общим тоннажем 115 335 брт. После окончания операции линкоры прибыли в Брест, где базировались вплоть до февраля 1942, когда участившиеся налеты британской авиации вынудили провести операцию «Церберус» по прорыву в порт Вильгельмсхафен. Успех этой операции омрачила потеря «Гнейзенау» 27 февраля в Киле после прохождения ремонта. Британская авиабомба попала в носовую часть линкора, вызвав пожар и взрыв. Повреждения оказались настолько серьёзными, что ремонт корабля, по оценкам, затянулся бы на два года. В итоге корабль так и остался невосстановленным, выведен из состава флота и был затоплен в Готенхафене (Гдыне) 28 марта 1945 года в качестве брандера, чтобы загородить фарватер порта при наступлении на город частей Советской Армии.

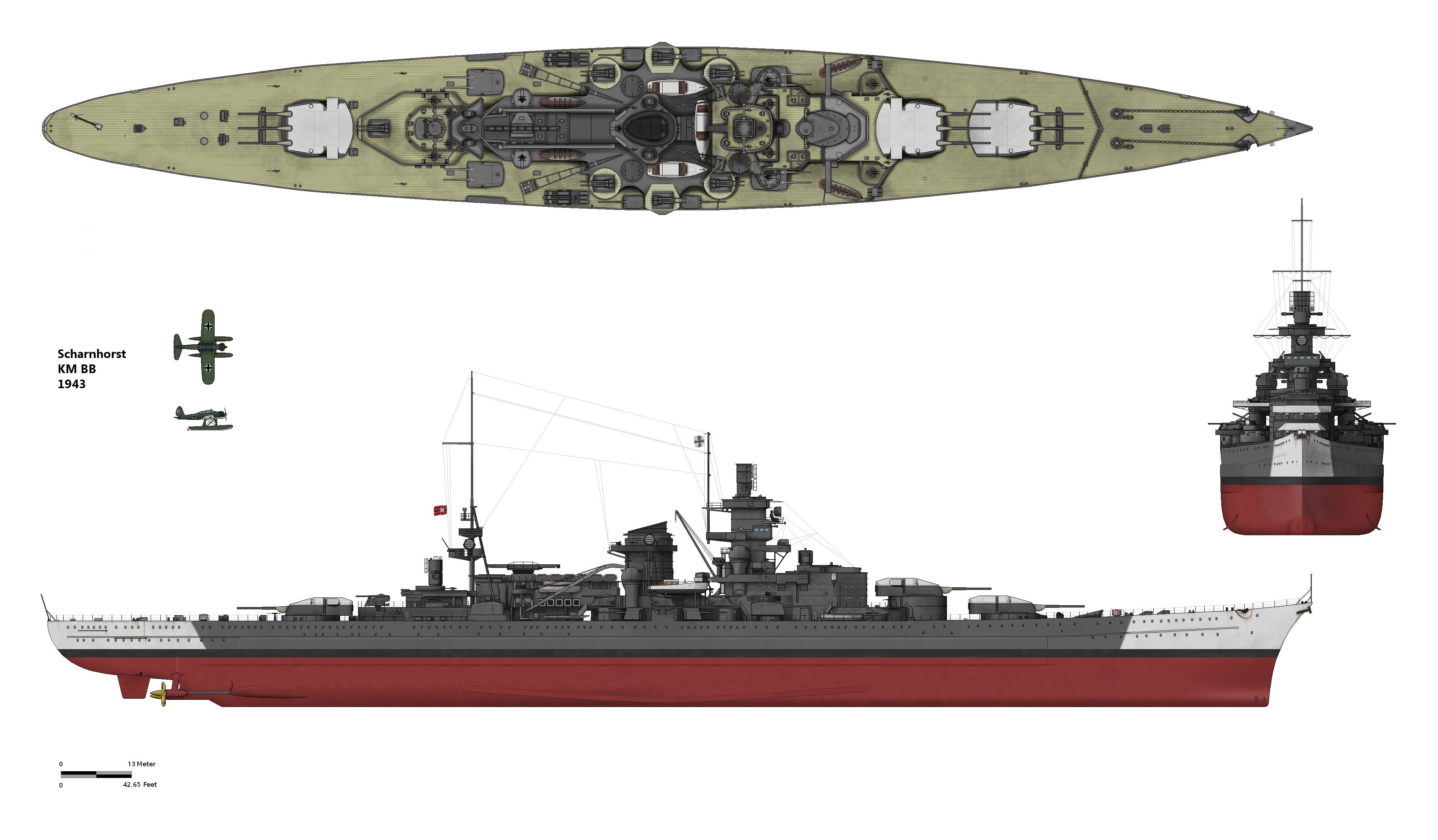
Внешний вид линкора «Шарнхорст» по состоянию на декабрь 1943

«Шарнхорст» в марте 1943 прибыл в Норвегию, где совместно с другими кораблями Кригсмарине должен был угрожать движению конвоев в СССР и противостоять угрозе высадки союзников. 26 декабря 1943 года «Шарнхорст», при попытке атаки конвоя JW-55B был потоплен кораблями Флота Метрополии во главе с линкором «Дьюк оф Йорк» (см. Бой у Нордкапа).

## Список кораблей типа[3]
| Название                    | Название в период постройки        | Верфь-строитель                 | Дата закладки | Дата спуска на воду | Дата вступления в состав флота | Дата вывода из состава флота/гибели | Судьба |
| --------------------------- | ---------------------------------- | ------------------------------- | ------------- | ------------------- | ------------------------------ | ----------------------------------- | --- |
| «Шарнхорст» («Scharnhorst») | Panzerschiffe «D», «Ersatz Elsass» | Deutsche Werke                  | 16.05.1935    | 30.06.1936          | 07.01.1939                     | 26.12.1943                          | Погиб в бою с брит. эскадрой во главе с британским ЛК «Duke of York» у мыса Нордкап                                                 |
| «Гнейзенау» («Gneisenau»)   | Panzerschiffe «E», «Ersatz Hessen» | Kriegsmarinewerft Wilhelmshaven | 03.05.1935    | 08.12.1936          | 21.05.1938                     | 01.07.1942                          | 07.02.1942 тяжело поврежден брит. авиацией в Киле — ремонт не закончен; исключен из списков флота; затоплен в Готенхафене 28.3.1945 |

## Оценка проекта
| Сравнительные ТТХ линейных крейсеров 1930—1940 гг. |                              |                              |                              |                                           |                              |
|                                                    | «Дюнкерк»                    | «Страсбург»                  | «Шарнхорст»                  | «Кронштадт» (недостроен)                  | «Аляска»                     |
| Государство                                        | Франция                      | Франция                      | Нацистская Германия          | Союз Советских Социалистических Республик | Соединённые Штаты Америки    |
| Полное водоизмещение, т                            | 34 800                       | 36 380                       | 39 000                       | 41 500                                    | 34 800                       |
| Артиллерия главного калибра                        | 2×4 — 330-мм                 | 2×4 — 330-мм                 | 3×3 — 283-мм                 | 3×3 — 305-мм                              | 3×3 — 305-мм                 |
| Противоминные орудия                               | -                            | -                            | 12×150-мм                    | 8×152-мм                                  | -                            |
| Универсальные орудия                               | 16×130-мм                    | 16×130-мм                    | -                            | -                                         | 12×127-мм                    |
| Зенитные орудия                                    | 8-10×37-мм                   | 8-10×37-мм                   | 14×105-мм, 16×37-мм, 8×20-мм | 8×100-мм, 28×37-мм                        | 56×40-мм, 34×20-мм           |
| Бортовое бронирование, главный пояс мм             | 225/11,3°                    | 283/11,5°                    | 350/0°                       | 230/6°                                    | 229/10°                      |
| Бронирование палуб, мм                             | 125+40                       | 125+50                       | 50+95                        | 90+30                                     | 36+96                        |
| Бронирование башен ГК, мм                          | 330/150                      | 360/160                      | 360/150                      | 330/150                                   | 325/127                      |
| Энергетическая установка                           | паротурбинная, 111 000 л. с. | паротурбинная, 112 500 л. с. | паротурбинная, 160 000 л. с. | паротурбинная, 201 000 л. с.              | паротурбинная, 150 000 л. с. |
| Максимальная скорость, узлов                       | 31,1                         | 31,0                         | 31,5                         | 33                                        | 32,72                        |

| Характеристика                                         | «Дойчланд»                                                    | «Шарнхорст»                                                        | «Дюнкерк»                                         | «Кавур»                                                      | «Литторио»                                                         | «Конго»                                       | «Кинг Джордж V»                               |
| ------------------------------------------------------ | ------------------------------------------------------------- | ------------------------------------------------------------------ | ------------------------------------------------- | ------------------------------------------------------------ | ------------------------------------------------------------------ | --------------------------------------------- | --------------------------------------------- |
| Страна                                                 | Нацистская Германия                                           | Нацистская Германия                                                | Франция                                           | Италия                                                       | Италия                                                             | Япония                                        | Великобритания                                |
| Год постройки (модернизации)                           | 1933                                                          | 1939                                                               | 1937                                              | 1915 (1937)                                                  | 1940                                                               | 1913 (1935)                                   | 1940                                          |
| стандартное водоизмещение, т                           | 10 600                                                        | 32 100                                                             | 26 500                                            | 26 400                                                       | 40 724                                                             | 31 720                                        | 36 727                                        |
| Размерения, Д×Ш×О                                      | 188×20,7×7,3                                                  | 235,4×30×9,9                                                       | 215,14×31,08×9,6                                  | 186,4×28,6×10,4                                              | 237,8×32,8×9,6                                                     | 222,5×29,3×9,7                                | 227,1×31,4×9,9                                |
| Тип ЭУ                                                 | дизель                                                        | ПТУ                                                                | ПТУ                                               | ПТУ                                                          | ПТУ                                                                | ПТУ                                           | ПТУ                                           |
| Мощность ЭУ, л. с.                                     | 56 800                                                        | 160 000                                                            | 111 000                                           | 75 000                                                       | 128 200                                                            | 136 000                                       | 110 000                                       |
| Максимальная проектная скорость (на испытаниях), узлов | 28                                                            | 31 (31,5)                                                          | 29,5 (31,06)                                      | 27 (28)                                                      | 30 (31,3)                                                          | ? (30,5)                                      | 28                                            |
| Дальность плавания, миль (на скорости, узлов)          | 19 000 (18)                                                   | 7100 (19)                                                          | 16 400 (17)                                       | 6400 (13)                                                    | 4700 (14)                                                          | 10 000 (18)                                   | 15 600 (10)                                   |
| Вооружение                                             |                                                               |                                                                    |                                                   |                                                              |                                                                    |                                               |                                               |
| Главный калибр                                         | 2×3 — 283-мм/52                                               | 3×3 — 283-мм/54,5                                                  | 2×4 330-мм/52                                     | 2×3, 2×2-320-мм/44                                           | 3×3 — 381-мм/50                                                    | 4×2 — 356-мм/45                               | 1×2, 2×4 — 356-мм/45                          |
| Вспомогательная и зенитная артиллерия                  | 8×1 — 150-мм/55 3×2 — 88-мм/76 4×2 — 37-мм/83 10×1 — 20-мм/65 | 4×2, 4×1 — 150-мм/55 7×2 — 105-мм/65 8×2 — 37-мм/83 8×1 — 20-мм/65 | 2×2, 3×4 — 130-мм/45 5×2 — 37-мм/60 8×4 — 13,2-мм | 6×2 — 120-мм/50 4×2 — 100-мм/47 6×2 — 37-мм/54 6×2 — 13,2-мм | 4×3 — 152-мм/55 12×1 — 90-мм/50 8×2, 4×1 — 37-мм/54 8×2 — 20-мм/65 | 14×1 — 152-мм/50 4×2 — 127-мм/40 10×2 — 25-мм | 8×2 — 133-мм/50 4×8 — 40-мм/40 6×1 — 20-мм/70 |
| Торпедное                                              | 2×4 — 533-мм ТА                                               | —                                                                  | —                                                 | —                                                            | —                                                                  | —                                             | —                                             |
| Авиационное                                            | 1 катапульта 2 самолёта                                       | 1 катапульта 3 самолёта                                            | 1 катапульта 3 самолёта                           | —                                                            | 1 катапульта 3 самолёта                                            | 1 катапульта 3 самолёта                       | 1 катапульта 2 самолёта                       |
| Бронирование, мм                                       |                                                               |                                                                    |                                                   |                                                              |                                                                    |                                               |                                               |
| Борт                                                   | 80                                                            | 350                                                                | 225 («Страсбург» — 283)                           | 250                                                          | 70+280+36+25                                                       | 203                                           | 356…381                                       |
| Палуба                                                 | 18+45                                                         | 50+80…95                                                           | 125+40                                            | 80—100                                                       | 36+102—162                                                         | 80—120                                        | 25+149                                        |
| Рубка                                                  | 140                                                           | 350                                                                | 350                                               | 260                                                          | 280                                                                |                                               | 114                                           |
| Лоб башни                                              | 140                                                           | 360                                                                | 330                                               | 280                                                          | 350                                                                | 229                                           | 324                                           |
| Барбет                                                 | 125                                                           | 350                                                                | 310                                               | 280                                                          | 350                                                                | 229                                           | 343                                           |